# Cryptospiza jacksoni
L'astro montano di Jackson o astro montano cenerino (Cryptospiza jacksoni Sharpe, 1902) è un uccello passeriforme della famiglia degli Estrildidi.
Deve il suo nome scientifico (nonché quello nome comune) all'esploratore britannico Frederick John Jackson.

## Distribuzione ehabitat
La specie è endemica della porzione occidentale della Rift Valley, a cavallo fra il Congo, l'Uganda, il Ruanda ed il Burundi.
L'habitat dell'astro montano di Jackson è costituito dalle aree boscose montane (fra i 1500 ed i 3200 m d'altezza) con fitto sottobosco: questi uccelli si spingono però anche nelle radure erbose e cespugliose, principalmente al fine di reperire il cibo.

## Descrizione

### Dimensioni
Misura fino a 12 cm di lunghezza. 

### Aspetto
Si tratta di uccelli dall'aspetto massiccio, muniti di un forte becco conico e di ali e coda piuttosto corte in rapporto alle dimensioni.

Come intuibile dal nome comune, nella livrea di questi uccelli predominano i toni del grigio-nerastro: nel maschio, inoltre, sono presenti aree di colore rosso cremisi sulla testa (fronte, calotta, faccia fino alle orecchie), dorso, fianchi e codione. In ambo i sessi il becco è nero, gli occhi sono di colore bruno-rossiccio con anello perioculare glabro e di colore rosato, le zampe sono di colore nerastro.

## Biologia
Si tratta di uccelli diurni e molto timidi, che si muovono in coppie od in piccoli gruppi familiari che contano fino a 5-6 individui, sostando spesso sul terreno o a poca altezza alla ricerca di cibo, sempre pronti a rifugiarsi nel folto della vegetazione al minimo segnale di pericolo.

### Alimentazione
L'astro montano di Jackson si nutre principalmente di piccoli semi di graminacee, preferendo quelli ancora immaturi: integra inoltre la propria dieta con bacche, frutta, germogli ed invertebrati di piccole dimensioni (principalmente piccoli coleotteri e lumache)

### Riproduzione
Finora sono stati osservati solamente due nidi appartenenti a uccelli di questa specie: in ambedue i casi, si trattava di strutture globose costruite intrecciando fili d'erba secca e muschio ed imbottendo l'interno con pelo e piume, situate a circa un metro e mezzo d'altezza dal suolo e contenenti due uova bianche. Si pensa che la riproduzione in questa specie ricalchi per modalità e tempi quella degli altri estrildidi.